# Райнгольд Меркле
Райнгольд Меркле (нім. Reinhold Merkle; 10 грудня 1921, Ульм — ?) — німецький офіцер-підводник. оберлейтенант-цур-зее крігсмаріне.

## Біографія
1 грудня 1939 року вступив на флот. З 21 лютого 1942 року — 2-й, потім — 1-й вахтовий офіцер на підводному човні U-516. В березні-травні 1944 року пройшов курс командира човна, після чого був переданий в розпорядження 21-ї флотилії і згодом призначений 1-м вахтовим офіцером на U-10. З 14 жовтня 1944 по 3 травня 1945 року — командир U-1201.

## Звання
- Кандидат в офіцери (1 грудня 1939)
- Морський кадет (1 травня 1940)
- Фенріх-цур-зее (1 листопада 1940)
- Оберфенріх-цур-зее (1 листопада 1941)
- Лейтенант-цур-зее (1 травня 1942)
- Оберлейтенант-цур-зее (1 грудня 1943)